# Gustave Danneels
Gustave Danneels (Loos-en-Gohelle, 6 settembre 1913 – Knokke, 13 aprile 1976) è stato un ciclista su strada e pistard belga.
Professionista dal 1933 al 1946, vinse tre edizioni della Parigi-Tours e due medaglie di bronzo ai campionati del mondo in linea.

## Carriera
Passista, fu soprannominato "Monsieur Paris-Tours", visti suoi tre successi nella classica francese; la vittoria del 1936 gli valse anche il riconoscimento del Nastro giallo, di cui fu il primo vincitore, attribuito al ciclista che aveva corso alla media più veloce una gara di più di duecento chilometri. Vinse anche una tappa al Tour de France e una al Giro del Belgio. Fu inoltre due volte terzo nei campionati del mondo del 1934 e nel 1935 e vinse il campionato nazionale in tre categorie, dilettanti, indipendenti e professionisti.
Suo nipote Guido Reybrouck, vincerà anch'egli tre volte la Parigi-Tours, nel 1964, nel 1966 e nel 1968.

## Palmarès
- 1931 (dilettanti)

Campionati belgi, Prova in linea Dilettanti
- 1933 (indipendenti)

Campionati belgi, Prova in linea Indipendenti
- 1934

Parigi-Tours
- 1935

Campionati belgi, Prova in linea
2ª tappa Giro del Belgio
- 1936

Parigi-Tours
3ª tappa Paris-Nice
5ª tappa Paris-Nice
- 1937

Parigi-Tours
11ª tappa Tour de France
- 1938

4ª tappa Tour du Sud-Ouest
5ª tappa Tour du Sud-Ouest

## Piazzamenti

### Grandi Giri
- Tour de France

1935: ritirato (7ª tappa)
1936: ritirato (7ª tappa)
1937: non partito (17ª/1ª tappa)

### Classiche monumento
- Parigi-Roubaix

1934: 11º
1935: 12º
1936: 15º
1937: 6º

### Competizioni mondiali
- Campionati del mondo

Lipsia 1934 - In linea: 3º
Floreffe 1935 - In linea: 3º
Berna 1936 - In linea: ritirato
Copenaghen 1937 - In linea: ritirato

## Riconoscimenti
- Nastro giallo: 1936